# Неопентан
Неопентан — диметилпропан, C(CH3)4, ізомер нормального пентану.

## Фізичні властивості
Безбарвна рідина, у воді не розчиняється.
Густина d0
4 - 0,5910 г/см3; d20
4 0,613;
Температура плавлення -16,55 °C;
Температура кипіння 9,503 °C);
Критична температура 160,75 °C;
Критичний тиск 3,199 МПа;
Густина критична 237,7 кг/м3;
Температура займання 450 °C;
Показник заломлення n20
D  1,342;
Теплоємність 1,670 кДж/(кг·К) при 298,15 К;
Октанове число 85;
Довжина молекули 7,08Ǻ.

## Отримання і застосування
Міститься в невеликих кількостях у нафті. Може бути отримано за реакцією Вюрца взаємодією 2,2-дихлорпропану з CH3Li, (CH3)2Zn або CH3MgI.
Застосовують як компонент високоякісних палив.